# Chen Fei
Chen Fei (en chino: 陈飞; Tianjin, 30 de octubre de 1990) es una deportista china que compite en judo.
Ganó dos medallas de bronce en los Juegos Asiáticos en los años 2010 y 2014, y dos medallas de bronce en el Campeonato Asiático de Judo, en los años 2011 y 2021.

## Palmarés internacional
| Juegos Asiáticos    | Juegos Asiáticos        | Juegos Asiáticos  | Juegos Asiáticos |
| Año                 | Lugar                   | Medalla           | Categoría        |
| ------------------- | ----------------------- | ----------------- | ---------------- |
| 2010                | Cantón (China)          | Medalla de bronce | –70 kg           |
| 2014                | Incheon (Corea del Sur) | Medalla de bronce | –70 kg           |
| Campeonato Asiático |                         |                   |                  |
| Año                 | Lugar                   | Medalla           | Categoría        |
| 2011                | Abu Dabi (EAU)          | Medalla de bronce | –70 kg           |
| 2021                | Biskek (Kirguistán)     | Medalla de bronce | –78 kg           |